# راد روزنستاین
راد رُوْزِنْسْتاین (انگلیسی: Rod Rosenstein;IPA: /ˈroʊzənˌstaɪn/;؛ زادهٔ ۱۳ ژانویهٔ ۱۹۶۵) از یال ۲۰۱۷ تا ۲۰۱۹ به عنوان ۳۷امین قائم‌مقام دادستان کل ایالات متحده آمریکا خدمت کرد. او پیش از تأیید به قائم مقامی دادستان کل، به عنوان دادستان ایالات متحده آمریکا برای ناحیهٔ مریلند فعالیت می‌کرد. او از نامزدهای سابق دادگاه استیناف حوزه چهارم ایالات متحده آمریکا بوده است. روزنستاین در زمان تأیید به عنوان قائم‌مقام دادستان کل در آوریل ۲۰۱۷، بیشترین مدت فعالیت را به عنوان دادستان ایالات متحده در سطح کشور داشت.
رئیس جمهور دونالد ترامپ در ۱۳ ژانویه ۲۰۱۷ به عنوان قائم مقام دادستان کل معرفی کرد و او در ۲۵ آوریل از سوی سنا تأیید شد. او به خاطر نقشش در برکناری جیمز کومی اداره‌کننده اف‌بی‌آی زیر ذره بین قرار گرفت.